# Calle José Joaquín Vallejos
La Calle José Joaquín Vallejos es una arteria vial de Santiago de Chile, ubicada en el barrio El Llano de la comuna de San Miguel. Nace en la Calle Llano Subercaseaux, junto a la estación de metro El Llano y, luego de 0,7 kilómetros, finaliza en la avenida José Joaquín Prieto, a un costado de la Autopista Central.

## Características
En la intersección con Llano Subercaseaux se ubica la estación de metro El Llano y un paradero de colectivos con espacio para 10 vehículos del conocido recorrido del sector, el 9004. 
Es una de las principales calles del barrio, junto a la calle Ricardo Morales y San Ignacio. 
Esta calle rodea la Plaza El Llano, una famosa plaza del sector y núcleo del barrio, además de Zona de Conservación Histórica.
Conocidos son los antiguos Plátanos Orientales plantados a lo largo de toda la calle que, con más de 20 metros de altura y cerca de 100 años, otorgan gran sombra y le dan un aspecto elegante al barrio.
En esta calle a la altura 1406 se encuentra el Estadio El Llano, un Inmueble de Conservación Histórica por su antigüedad y patrimonio. Fue construido en 1924 por el arquitecto Ricardo Gonzáles Cortés.

## Historia
Fue una de las calles que Ramón Subercaseaux proyectó en su plan de urbanización de su chacra. 

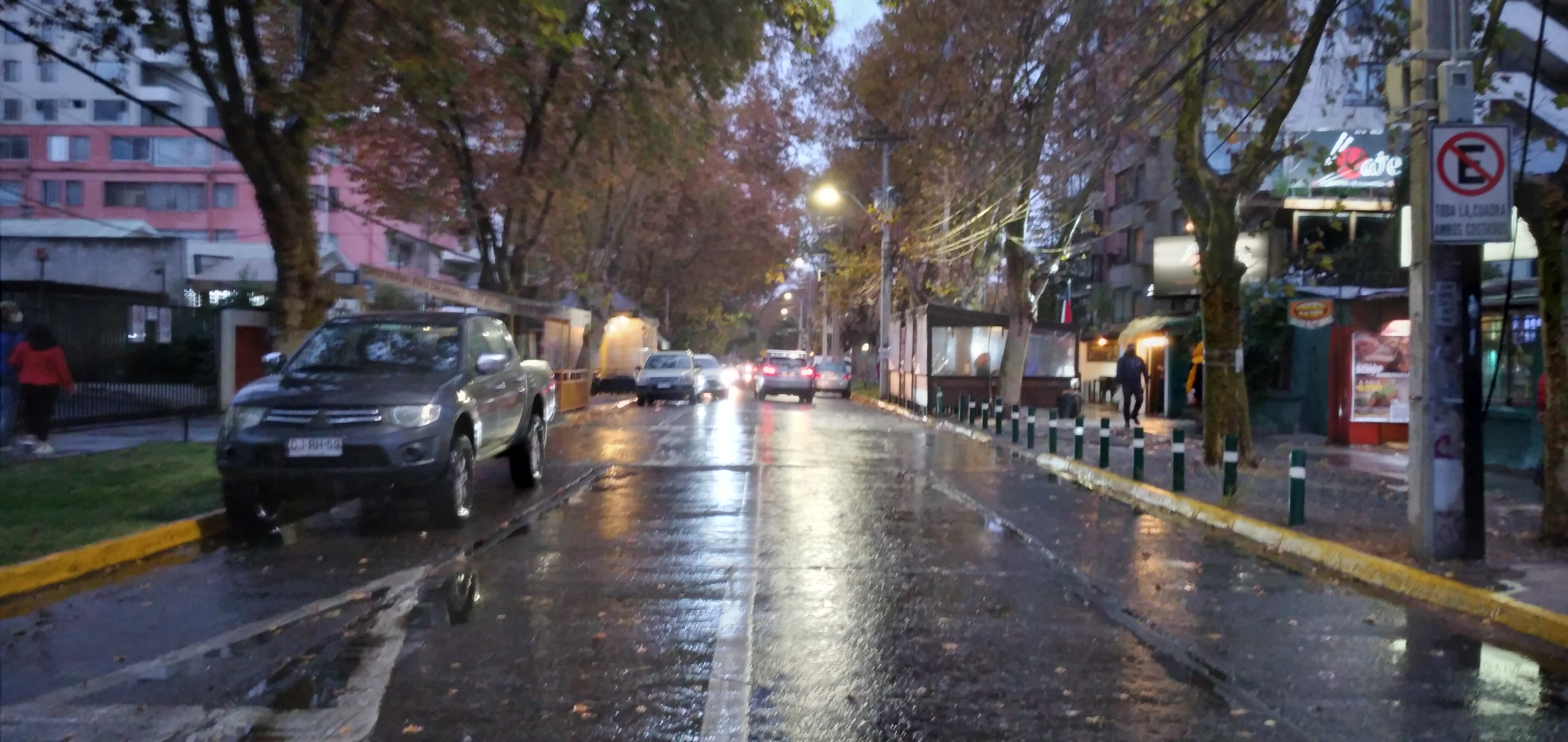
Calle José Joaquín Vallejos vista desde Llano Subercaseaux

Hasta la década de 1940 esta calle era considerada una avenida y tenía por nombre Avenida Diego Barros Arana o simplemente Barros Arana. Su numeración anterior comenzaba en el 1121 y terminaba en 1600.
El 31 de enero de 1944 se promulgó la Ley 7767. Aquella ley dispuso en su artículo 1 que se modificaran los nombres de muchas calles de la ciudad. Gracias a ello, la antigua calle Diego Barros Arana pasó a llamarse José Joaquín Vallejos.
En esta calle están emplazados los edificios Don Agustín V, hecho en 1995, y Don Agustín IX, hecho en 2002; dos edificios de los famosos condominios Don Agustín de San Miguel y símbolos de la expansión inmobiliaria en la comuna de la década de 1990 y principios de los 2000. 

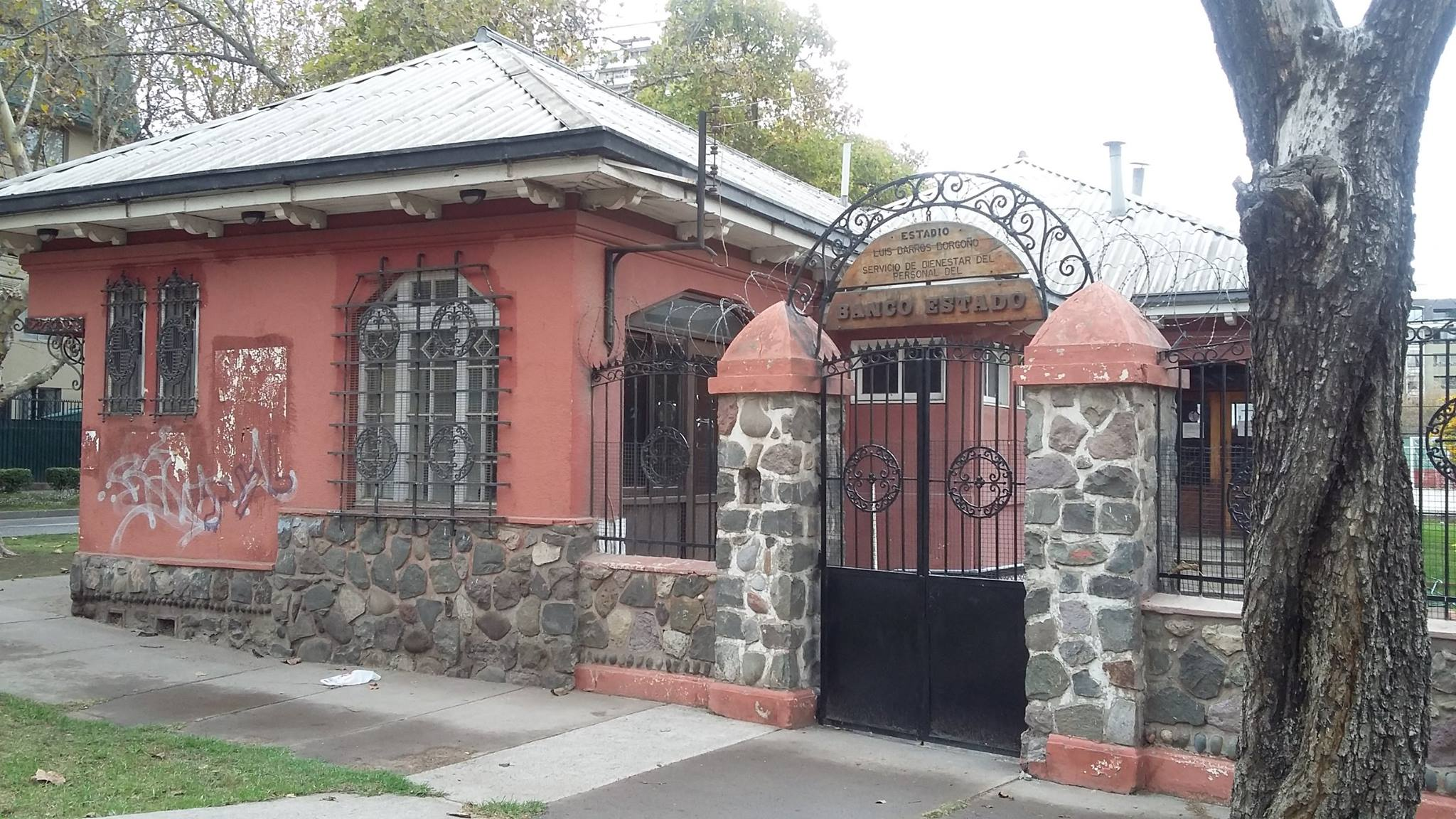
Estadio El Llano. Construido en 1924.
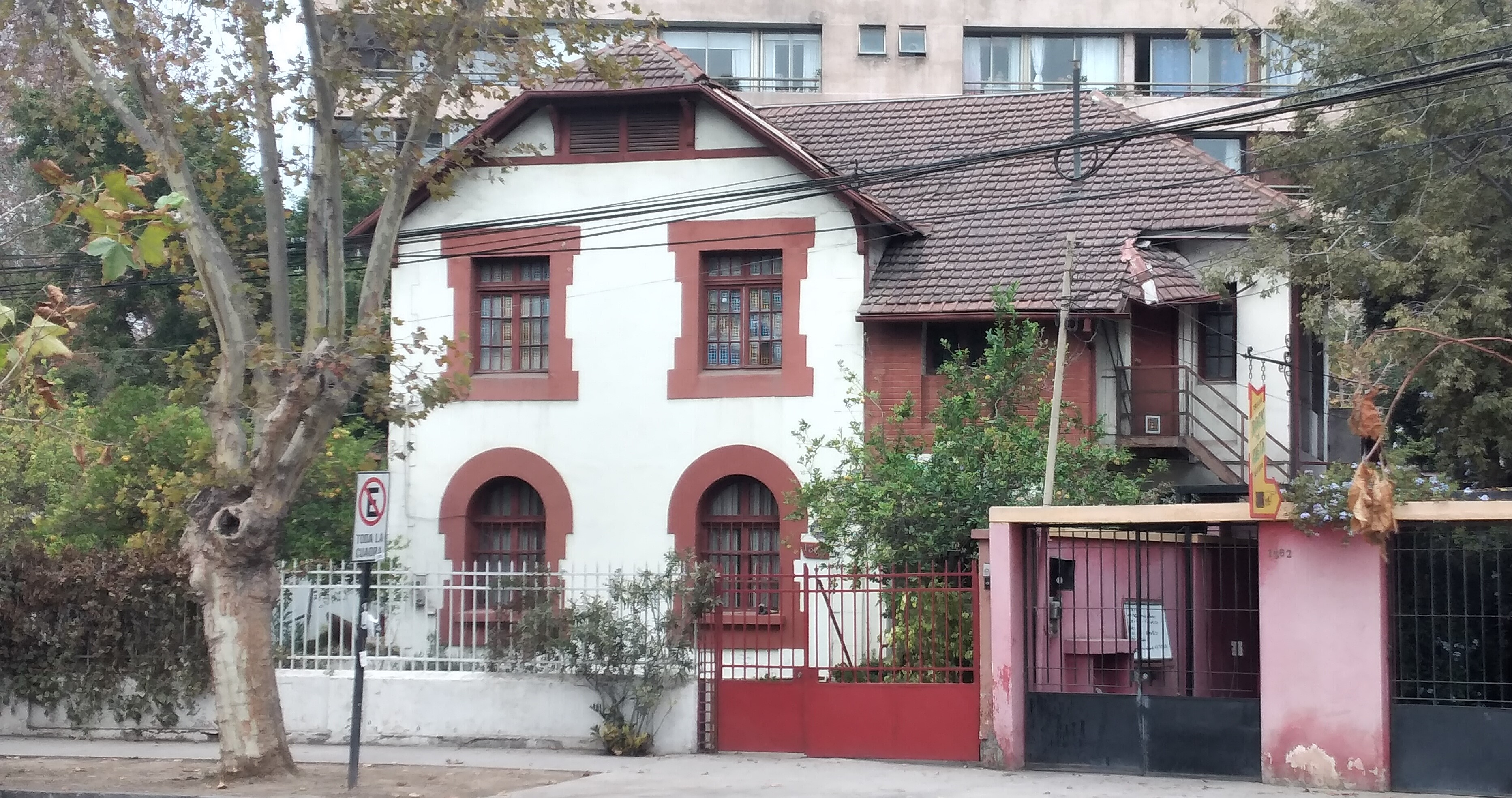
Casa en José Joaquín Vallejos. Estilo Chalet-Suizo